# Fed Cup 2008 – zóna Evropy a Afriky
Zóna Evropy a Afriky je jednou ze tří oblastních zón Fed Cupu.

## 1. skupina
- Místo: SYMA Sportközpont, Budapešť, Maďarsko
- Povrch: koberec (v hale)
- Datum: 30. ledna - 2. února

15 týmů bylo rozděleno do tří skupin po 4 družstvech a jedné skupiny se 3 družstvy. 4 vítězové skupin bojovali o 2 volná místa v baráži o Světovou skupinu II. Týmy, které ve skupinách skončily na posledních místech, spolu hrály o udržení

### Skupiny
|    | skupina A         | NIZ | BUL | LUC | POR |
| 1. | Nizozemsko (3-0)  |     | 2-0 | 2-1 | 3-0 |
| 2. | Bulharsko (2-1)   | 0-2 |     | 2-1 | 3-0 |
| 3. | Lucembursko (1-2) | 1-2 | 1-2 |     | 2-0 |
| 4. | Portugalsko (0-3) | 0-3 | 0-3 | 0-2 |     |

|    | skupina B            | ŠVÝ | MAĎ | DÁN | V.B. |
| 1. | Švýcarsko (3-0)      |     | 2-1 | 3-0 | 2-1  |
| 2. | Maďarsko (2-1)       | 1-2 |     | 3-0 | 2-1  |
| 3. | Dánsko (1-2)         | 0-3 | 0-3 |     | 2-1  |
| 4. | Velká Británie (0-3) | 1-2 | 1-2 | 1-2 |      |

|    | skupina C       | ŠVE | BLR | SLO | GRU |
| 1. | Švédsko (3-0)   |     | 2-1 | 3-0 | 3-0 |
| 2. | Bělorusko (2-1) | 1-2 |     | 3-0 | 3-0 |
| 3. | Slovinsko (1-2) | 0-3 | 0-3 |     | 2-0 |
| 4. | Gruzie (0-3)    | 0-3 | 0-3 | 0-2 |     |

|    | skupina D      | SRB | RUM | POL |
| 1. | Srbsko (2-0)   |     | 2-1 | 2-1 |
| 2. | Rumunsko (1-1) | 1-2 |     | 3-0 |
| 3. | Polsko (0-2)   | 1-2 | 0-3 |     |

### Play-off
| Umístění      | Vítězný tým    | Výsledek | Poražený tým |
| ------------- | -------------- | -------- | ------------ |
| o 1.-4. místo | Srbsko         | 2-0      | Nizozemsko   |
| o 1.-4. místo | Švýcarsko      | 2-1      | Švédsko      |
| o 5.-8. místo | Maďarsko       | 2-0      | Bulharsko    |
| o 5.-8. místo | Rumunsko       | 2-0      | Bělorusko    |
| o udržení     | Polsko         | 3-0      | Gruzie       |
| o udržení     | Velká Británie | 2-0      | Portugalsko  |

- Srbsko a Švýcarsko postoupily do baráže Světové skupiny II.
- Gruzie a Portugalsko sestoupily do 2. skupiny pro rok 2009.

## 2. skupina
- Místo: Coral Club, Tallinn, Estonsko
- Povrch: tvrdý (v hale)
- Datum: 30. ledna - 2. února 2008

7 týmů bylo rozděleno do dvou skupin. Vítězové skupin hráli o postup proti týmům umístěným na druhých místech skupin. Týmy, které skončily ve skupinách na třetích místech, se mezi sebou utkaly v zápase o udržení. Tým, který se umístil na 4. místě ve skupině (Irsko), automaticky sestoupil do 3. skupiny pro rok 2009.

### Skupiny
|    | skupina A                   | BaH | JAR | TUR |
| 1. | Bosna a Hercegovina (2-0)   |     | 3-0 | 3-0 |
| 2. | Jihoafrická republika (1-1) | 0-3 |     | 2-1 |
| 3. | Turecko (0-2)               | 0-3 | 1-2 |     |

|    | skupina B      | EST | LIT | ŘEC | IRS |
| 1. | Estonsko (3-0) |     | 3-0 | 3-0 | 3-0 |
| 2. | Litva (2-1)    | 0-3 |     | 2-0 | 2-1 |
| 3. | Řecko (1-2)    | 0-3 | 0-2 |     | 2-1 |
| 4. | Irsko (0-3)    | 0-3 | 1-2 | 1-2 |     |

### Play-off
| Umístění  | Vítězný tým         | Výsledek | Poražený tým          |
| --------- | ------------------- | -------- | --------------------- |
| o postup  | Estonsko            | 3-0      | Jihoafrická republika |
| o postup  | Bosna a Hercegovina | 2-0      | Litva                 |
| o udržení | Turecko             | 3-0      | Řecko                 |

- Bosna a Hercegovina a Estonsko postoupily do 1. skupiny pro rok 2009.
- Řecko a Irsko sestoupily do 3. skupiny pro rok 2009.

## 3. skupina
- Místo: Master Class Tennis & Fitness Club, Jerevan, Arménie
- Povrch: antuka (venku)
- Datum: 22.-26. dubna 2008

|    | skupina A       | LOT | NOR | MAU | ISL | ZIM |
| 1. | Lotyšsko (4-0)  |     | 2-1 | 3-0 | 3-0 | 3-0 |
| 2. | Norsko (3-1)    | 1-2 |     | 2-1 | 3-0 | 3-0 |
| 3. | Mauricius (2-2) | 0-3 | 1-2 |     | 3-0 | 3-0 |
| 4. | Island (1-3)    | 0-3 | 0-3 | 0-3 |     | 3-0 |
| 5. | Zimbabwe (0-4)  | 0-3 | 0-3 | 0-3 | 0-3 |     |

|    | skupina B        | MAR | ARM | FIN | EGY | Č.H. | MOL |
| 1. | Maroko (5-0)     |     | 2-1 | 2-1 | 3-0 | 3-0  | 3-0 |
| 2. | Arménie (4-1)    | 1-2 |     | 2-1 | 3-0 | 2-1  | 3-0 |
| 3. | Finsko (3-2)     | 1-2 | 1-2 |     | 2-1 | 2-1  | 2-1 |
| 4. | Egypt (2-3)      | 0-3 | 0-3 | 1-2 |     | 2-1  | 2-1 |
| 5. | Černá Hora (1-4) | 0-3 | 1-2 | 1-2 | 1-2 |      | 2-1 |
| 6. | Moldavsko (0-5)  | 0-3 | 0-3 | 1-2 | 1-2 | 1-2  |     |

- Lotyšsko a Maroko postoupily do 2. skupiny pro rok 2009.